# Cosmotomidius
Cosmotomidius – rodzaj chrząszczy z rodziny kózkowatych. 

## Zasięg występowania
Przedstawiciele tego rodzaju występują w Ameryce Południowej od Ekwadoru i Gujany Francuskiej na płn. po Argentynę na płd.

## Systematyka
Do Cosmotomidius zaliczanych jest 9 gatunków:
- Cosmotomidius cacaoensis
- Cosmotomidius crudiaphilus
- Cosmotomidius egregius
- Cosmotomidius elongatus
- Cosmotomidius lubricus
- Cosmotomidius morvanae
- Cosmotomidius nigrisetosus
- Cosmotomidius setosus
- Cosmotomidius vincus.